# Johnny Mince
Johnny Mince (* 8. Juli 1912 in Chicago Heights als John Henry Muenzenberger; † 23. Dezember 1994 in Boca Raton) war ein amerikanischer Klarinettist des Swing. Als einer der führenden Solisten dieses Stils „nahm er mit seiner virtuosen Technik, der Vorliebe für eine Flut von Noten und dem leuchtenden, klaren, gleichmäßigen Ton den Stil Buddy DeFrancos vorweg.“

## Leben und Wirken
Mince arbeitete zunächst bei Joe Haymes von 1929 bis 1934; dann gehörte er von 1935 bis 1937 zum Orchester von Ray Noble, unterbrochen durch ein kurzes Intermezzo 1936 bei Bob Crosby; in Glenn Millers Arrangements für Noble spielte er die Stimme, die eigentlich für den Trompeter Pee Wee Erwin gedacht war, auf der Klarinette, um so den von Miller beabsichtigten Holzbläser-Sound zu unterstützen. Mit der Band von Noble war er auch in dem Spielfilm  The Big Broadcast of 1936 zu erleben. 1937 wechselte er zu Tommy Dorsey, bei dem er bis 1941 blieb und als Solist auf dessen Aufnahmen mit der Clambake Seven und Bigband berühmt wurde; auch in dem Film Las Vegas Nights (1941) wurde er herausgestellt. Nach der Ableistung des Kriegsdienstes bis 1945, in dem er mit Irving Berlins Show This Is the Army tourte, war er hauptsächlich als Studiomusiker tätig; daneben leitete er einige Combos in New York City. 
Ab 1966 war Mince als Dozent und Privatlehrer für Holzblasinstrumente tätig. 1967 wurde er von Louis Armstrong anstelle von Buster Bailey engagiert. 1969 trat er dem Chicago Jazz Sextet bei. 1974 trat er mit Warren Covingtons Tommy Dorsey Orchestra auf, zwei Jahre später mit dem New Paul Whiteman Orchestra. Später arbeitete er bei  Yank Lawson, Bob Haggart und der World’s Greatest Jazz Band, mit der er ebenso wie 1983 mit den Great Eight und Keith Smiths 100 Years of American Dixieland international auf Tournee ging. Erst ab 1979 entstanden mehrere Alben unter eigenem Namen. Auch nahm er mit Red Norvo, Glenn Miller, Rick Fay und Barbara Lea auf.
Anfang der 1980er Jahre zog Mince nach Boca Raton in Florida, mit der Absicht, sich zur Ruhe zu setzen. Dort spielte er aber weiterhin regelmäßig, bis sein Gesundheitszustand das nicht mehr zuließ.

## Lexigraphische Einträge
- Leonard Feather, Ira Gitler: The Biographical Encyclopedia of Jazz. Oxford University Press, New York 1999, ISBN 0-19-532000-X.
- Wolf Kampmann (Hrsg.), unter Mitarbeit von Ekkehard Jost: Reclams Jazzlexikon. Reclam, Stuttgart 2003, ISBN 3-15-010528-5.